# Scania série 3
Scania série 3 je řada těžkých nákladních vozidel vyráběných společností Scania. Byla nástupcem série 2. Výroba začala v roce 1987 a skončila v roce 1997. Série 3 přišla s řadou různých motorů, od 9litrových o výkonu 230 koní až po 14litrový vidlicový osmiválec o výkonu 500 koní. Řada 3 byla také prvním modelem nákladního vozidla, který používal název Streamline, jehož cílem je zlepšit spotřebu paliva a udržet aktuální design.
Scania R143 je obecně považována za nejlepší evropské nákladní vozidlo své doby. Tento model je vysoce oceňován nadšenci nákladních vozidel a má pověst spolehlivého a průkopnického nákladního vozidla.
Série 3 získala v roce 1989 ocenění Truck of the Year. 

## Galerie

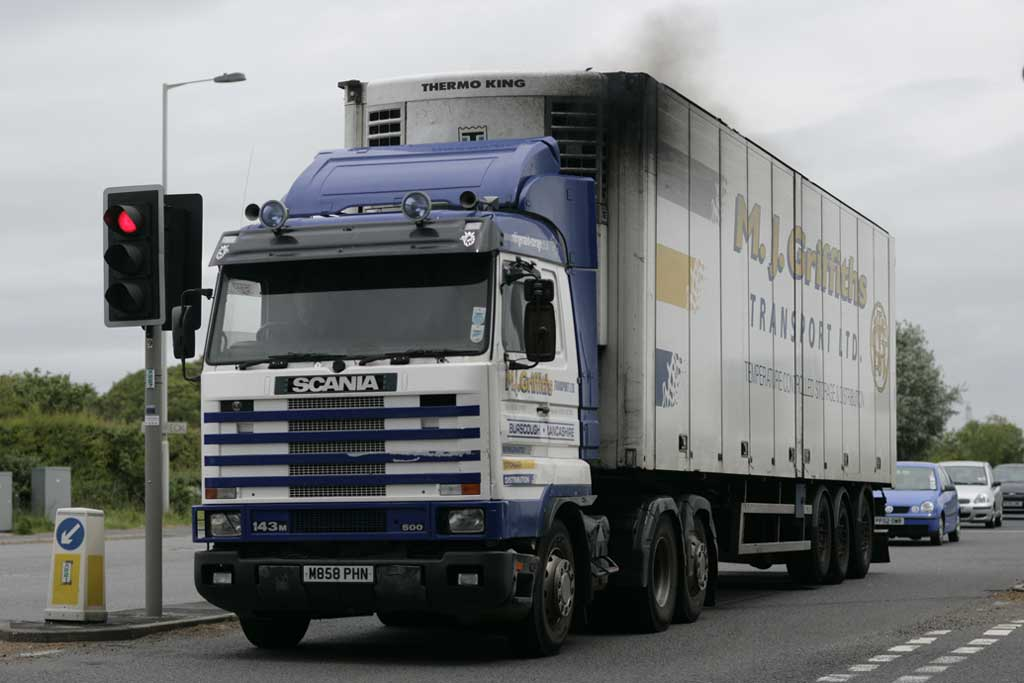
Scania 143M 500 v Anglii.
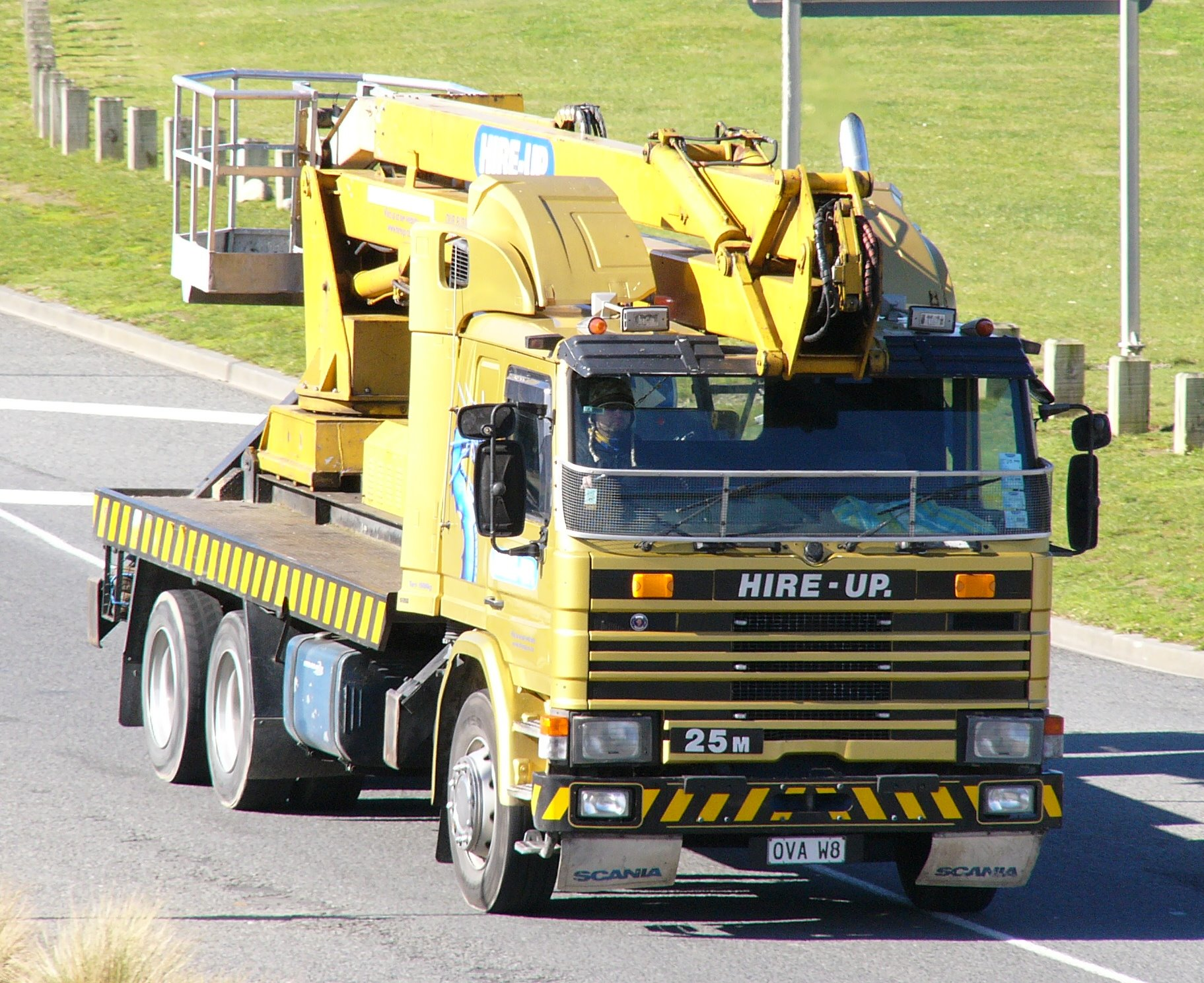
Scania 25M na Novém Zélandu.
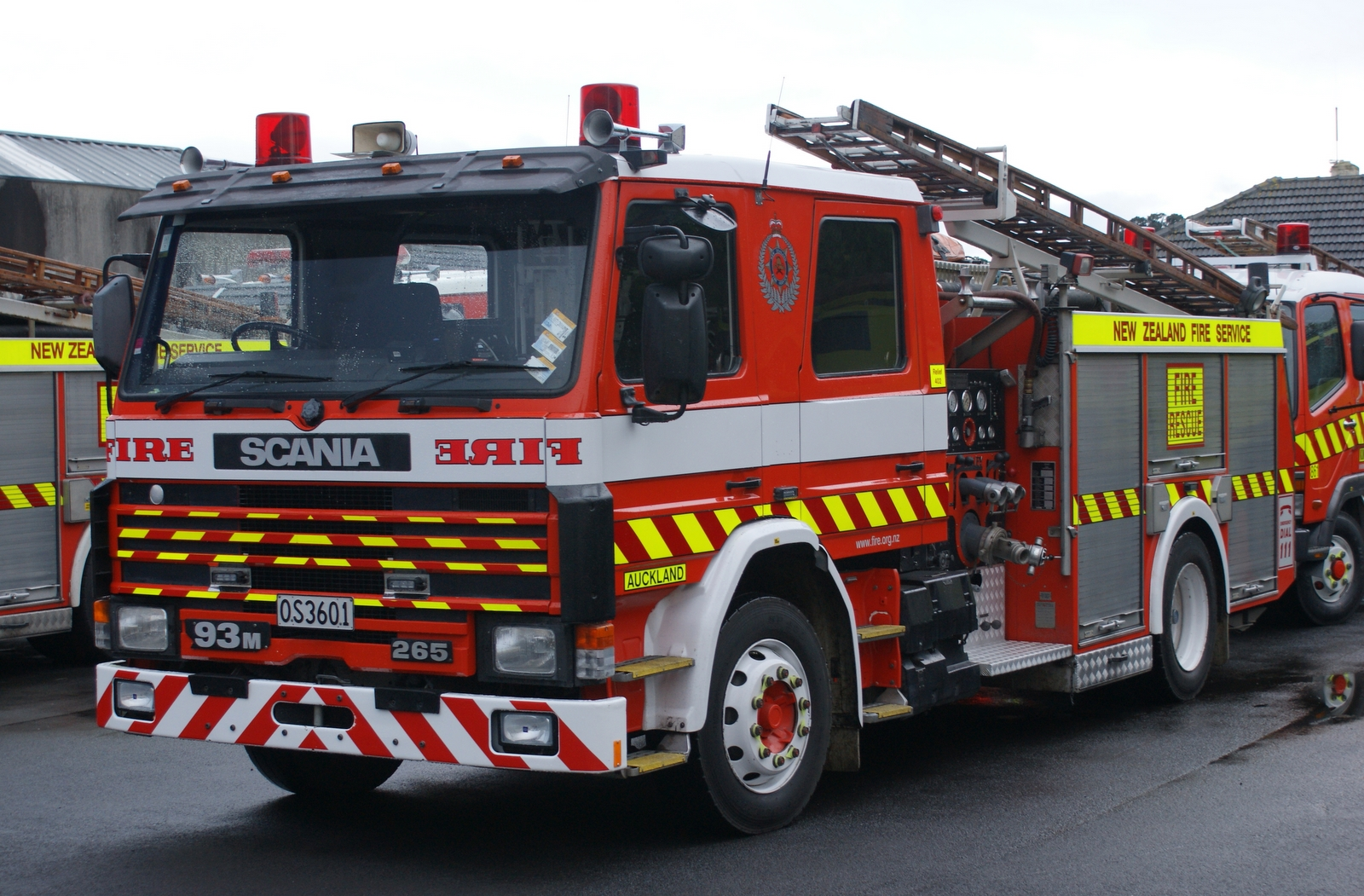
Scania G93M 265
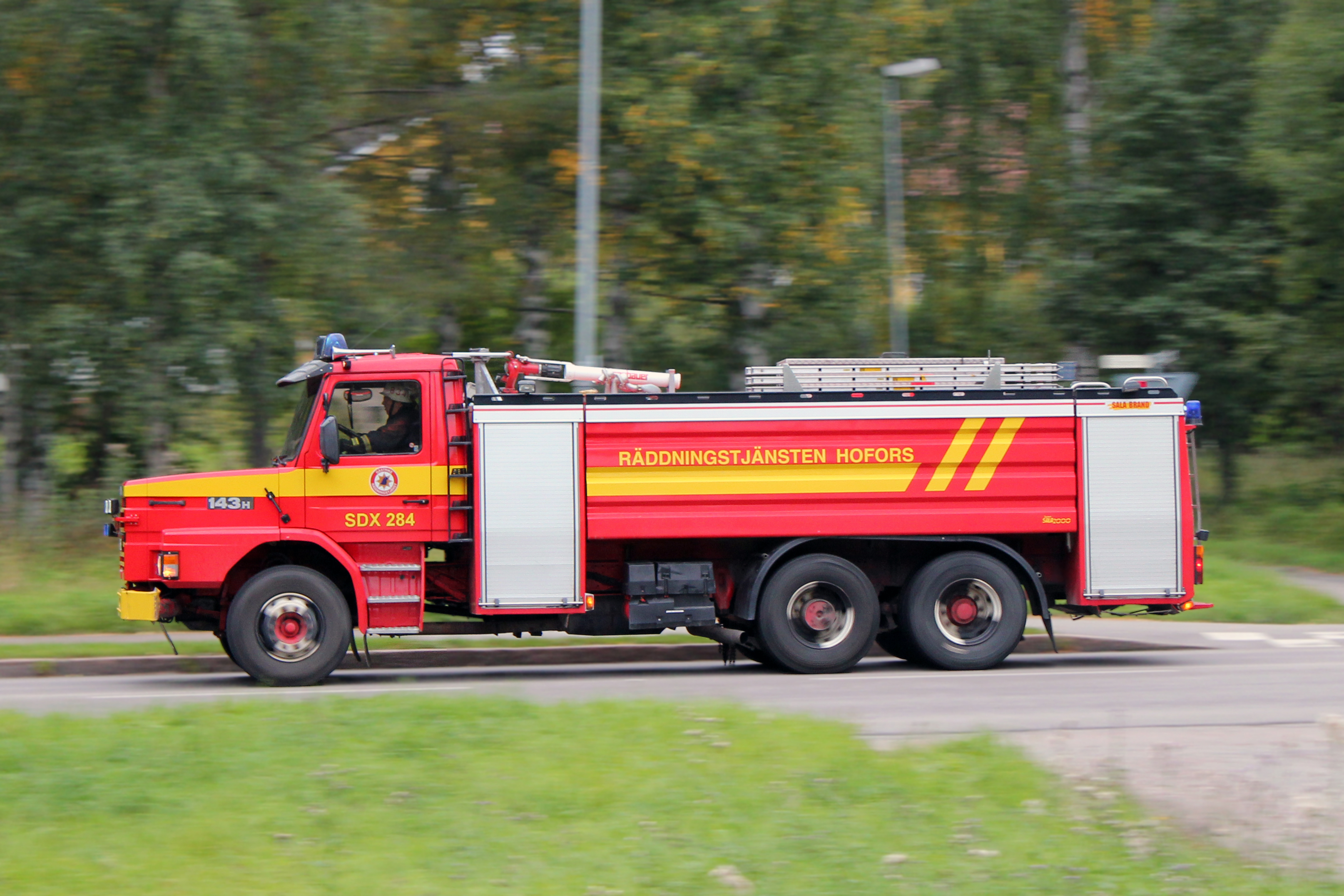
Scania T143H.
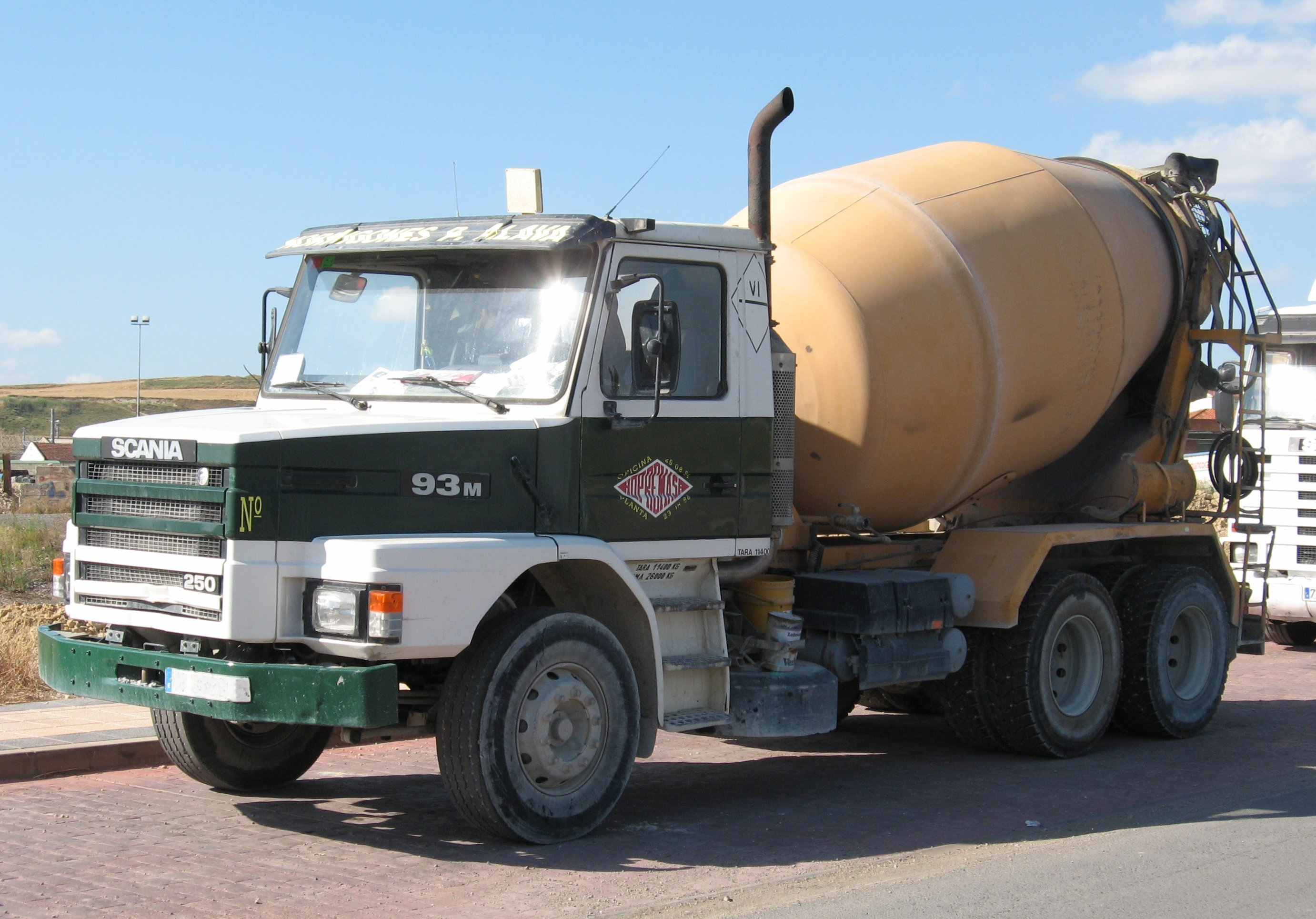
Scania T93M 250